# Венздей Аддамс
Сюзіно Вензді (Венздей) Аддамс (англ. Wednesday Addams) — вигадана персонажка із мультимедійної франшизи «Родина Адамсів», створена американським карикатуристом Чарльзом Аддамсом. Її зазвичай зображують як хворобливу та емоційно стриману дитину.
Венздей була втілена кількома акторками в різних фільмах та серіалах, включаючи Лізу Лорінг в телесеріалі «Родина Аддамсів» і в телевізійному фільмі «Гелловін з новою сімейкою Аддамсів»; Крістіну Річчі в повнометражних фільмах «Родина Адамсів» та «Моральні цінності сімейки Адамсів»; і Дженну Ортегу в потоковому телесеріалі «Венздей».

## Ім'я
У коміксах Аддамса всі члени сімейки Аддамс були безіменні і вперше отримали імена в серіалі. Вензді була названа з натяком на відому англійську пісеньку, а саме на рядок «Дитя середи сповнене скорботи» (Wednesday's child is full of woe). У серіалі Венздей це обігрується так, що кожна серія має назву, що включає слово «скорбота»: «Скорбота — найсамотніше число», «Друг або скорбота», «О скорботна ніч!» тощо. Вона сестра Пагслі Аддамса і Паберта і єдина дочка Гомеса і Мортіші Аддамсів.

## Опис
Сюзіно Венздей Аддамс — типово молода дівчина (в оригінальному серіалі їй близько 6 років, у двох оригінальних фільмах і мультфільмах — 13 років, у серіалі Netflix — 15-16 років), одержима смертю й описана, як геніальна, зі схильністю до дивних наукових експериментів. Венздей проводить більшість своїх експериментів над своїм братом Паґслі Аддамсом для «розваги» або для покарання. Було показано, що Венздей піклується про Паґслі, але часто ставиться до нього вороже і багато разів намагалася вбити Паґслі. Вона любить розводити павуків і досліджувати тему про Бермудський трикутник. Вона має тенденцію вражати людей завдяки своїй готичній особистості.
Найбільш помітними рисами Венздей є її бліда шкіра та довге темне волосся. Вона рідко показує свої емоції і, як правило, озлоблена, часто дивиться вперед порожніми, беземоційними очима і рідко змінює вираз обличчя. Венздей зазвичай одягає чорну сукню з білим комірцем, чорні панчохи і чорні туфлі. У серіалі її друге ім'я — «П'ятниця», а в серіалі Netflix вона зберігає це друге ім'я, оскільки народилася в п'ятницю 13-го.
У фільмі 1991 року вона зображена в темнішій манері. Вона демонструє садистські нахили та темну особистість, а також виявляє глибокий інтерес до Бермудського трикутника (який залишався невіддільною частиною її інтересів протягом усіх екранізацій) і захоплення предком (двоюрідна тітка Калпурнія Аддамс), яку було спалено за підозру у відьомстві в 1706 році. У продовженні 1993 року вона була ще похмурішою: поховала живого кота, намагалася вдарити на гільйотину свого маленького брата Пуберта, підпалила табір Чіппева і (можливо) налякала до смерті свого товариша по табору Джоела.
У мультсеріалі та канадському телесеріалі «Нова родина Адамсів» 1990-х років Венздей зберігає свою зовнішність і свій смак до темряви та тортур; її зображують такою, що має згоду батьків прив'язати Паґслі до стільця та катувати його праскою та льодорубом. У мультсеріалі 1990-х нікому не дозволено торкатися до кісок Венздей.
У бродвейському мюзиклі «Сімейка Адамсів» Венздей 18 років, у неї коротке волосся. Її темні та соціопатичні риси було пом'якшено, і вона закохана (і виявилося, що заручена) з Лукасом Бейнеке. У мюзиклі Венздей старша за Паґслі.
У пародійному вебсеріалі «Доросла Венздей Аддамс» Венздей повертає свою темну, соціопатичну та садистську натуру.
У однойменній анімаційній версії 2019 року Венздей зберігає свою беземоційність і садистські нахили, намагаючись поховати Паґслі та мучачи хулігана в школі. Однак, попри своє готичне дивацтво, їй також набридло її жахливе та затишне життя, вона бажає побачити світ, всупереч запереченням Мортиції. Це призвело до того, що вона подружилася з Паркером Нідлером, і вони перейняли кілька рис одне одного, причому Венздей в якийсь момент носила барвистий одяг, хоча зрештою вирішила, що їй більше подобається одягатися в темніші кольори; у сиквелі 2021 року виявилося, що вона також любить наукові експерименти. Вона також часто почувається відокремленою від решти своєї сім'ї через свої розбіжності, пізніше усвідомлюючи, що бути різною — це «найбільш аддамсівська річ», і починає любити свої відмінності, і має домашнього кальмара на ім'я Сократ. Її заплетені кіски в першому фільмі закінчуються петлями, а в другому — вагами.
У серіалі Netflix «Венздей» Венздей є головною персонажкою і хоче стати детективкою. Вона цікавиться написанням романів, зокрема готичних містерій. Вона намагається опублікувати свої твори, але їх сприймають як надто шокувальні та моторошні. Окрім письма, вона має ще деякі хобі — це гра на віолончелі та фехтування. Вона також знає німецьку та італійську мови. Згадується, що Венздей має алергію на будь-який колір, окрім чорного, білого чи сірого. Вона зберігає свою загалом беземоційну натуру, але відкривається протягом серіалу, маючи найкращу подругу, яскраву вовкулаку Енід. Венздей в серіалі володіє екстрасенсорними здібностями, на дотик вона може побачити важливі речі з минулого або майбутнього людини. Через свої здібності Венздей є «Вороном», оскільки її бачення зазвичай негативні, що змушує її відчужувати себе від інших, думаючи, що вона не може їм довіряти, хоча вона вчиться довіряти протягом серіалу. Її мати, яка має подібні здібності, каже Венздей, що їхні психічні бачення засновані на їхньому власному ставленні, і називає себе «Голубкою», оскільки її бачення зазвичай позитивні, порівняно з видіннями Венздей. Також вона має схожу зовнішність зі своєю далекою предкинею Гуді Аддамс, яка є «відьмою великої сили» і має такі ж психічні здібності, як і у неї.

## Акторки
- Ліза Лорінг (1964—1966, 1977)
- Сідні Гендерсон (1972—1974, озвучення)
- Крістіна Річчі (1991, 1993)
- Дебі Дерріберрі (1992—1994, озвучення)
- Ніколь Фужейр (1998—1999)
- Хлоя Грейс Морец (2019, озвучення)
- Дженна Ортега (2022)